# Mirker Bach
| Zuläufe und Bauwerke \| Mirker Bach \| Mirker Bach \| Mirker Bach \| \| ---------------------- \| ----------- \| --------------- \| \| Legende \| \| \| \| Wuppertal \| \| Wuppertal \| \| (Hohenhager Bach) \| \| \| \| \| \| Hatzfelder Bach \| \| Hager Bach \| \| \| \| Honsbuschsiefen \| \| \| \| \| \| \| \| \| \| \| \| \| \| \| \| \| \| \| \| Zamenshofbach \| \| \| \| \| \| \| \| \| \| \| \| \| \| \| \| \| \| \| \| \| \| \| \| \| \| \| \| \| \| \| \| \| \| \| \| Bachlauf am Gebrannten \| \| \| \| \| \| \| \| \| \| \| \| \| \| \| \| Vogelsangbach \| \| \| \| Eschenbeek \| \| \| \| \| \| \| \| \| \| \| \| \| \| \| \| Bundesautobahn 46 \| \| \| \| Wuppertaler Nordbahn \| \| \| \| \| \| \| \| \| \| \| \| \| \| \| \| \| \| \| \| \| \| \| \| \| \| \| \| \| \| \| \| Wupper \| \| \| |  |                 |
| Mirker Bach |  |                 |
| Legende |  |                 |
| Wuppertal |  | Wuppertal       |
| (Hohenhager Bach) |  |                 |
| |  | Hatzfelder Bach |
| Hager Bach |  |                 |
| Honsbuschsiefen |  |                 |
| |  |                 |
| |  |                 |
| |  |                 |
| |  |                 |
| Zamenshofbach |  |                 |
| |  |                 |
| |  |                 |
| |  |                 |
| |  |                 |
| |  |                 |
| |  |                 |
| |  |                 |
| |  |                 |
| Bachlauf am Gebrannten |  |                 |
| |  |                 |
| |  |                 |
| |  |                 |
| Vogelsangbach |  |                 |
| Eschenbeek |  |                 |
| |  |                 |
| |  |                 |
| |  |                 |
| Bundesautobahn 46 |  |                 |
| Wuppertaler Nordbahn |  |                 |
| |  |                 |
| |  |                 |
| |  |                 |
| |  |                 |
| |  |                 |
| |  |                 |
| |  |                 |
| Wupper |  |                 |

Der Mirker Bach ist ein 5.894 Meter langer Bach in den Wuppertaler Stadtbezirken Uellendahl-Katernberg und Elberfeld. Der Bach, der ein Nebenfluss der Wupper ist, ist wie der Mirker Hain und die Mirker Höhe nach dem Gebiet Mirke benannt, das etwa am Zusammenfluss von Vogelsangbach und Eschenbeek mit dem Mirker Bach liegt. Hier befand sich spätestens seit 16. Jahrhundert ein Erbgut „Mirke“, um das herum der Garnbleicherei nachgegangen wurde.

## Topografie
Der Mirker Bach, dessen Oberlauf nicht eindeutig bezeichnet wird, entspringt im Norden Wuppertals. Der Wupperverband nimmt den 897 Meter langen Hohenhager Bach (gelegentlich auch als Hohenhagener Bach geschrieben) als den Oberlauf des Mirker Baches an. Dieser entspringt im ländlichen Gebiet nahe dem Ortsteil Dönberg. Der Hohenhager Bach fließt von der Quelle in südwestlicher Richtung und trifft nach rund 600 Meter auf den Hatzfelder Bach, der von links in den Bach mündet. Nach weiteren rund 300 Metern vereinigt sich der Hohenhager Bach mit dem 889 Meter langen Hager Bach.
Ab etwa dem heutigen Schnittpunkt von Dönberger Straße und Uellendahler Straße wird er Mirker Bach genannt und ist von hier bis zur Mündung 4998 Meter lang. Er unterquert nun die Dönberger Straße, die dann links dem Bachverlauf folgt, in südlicher Richtung. Kurz nach der Unterquerung fließt der Honsbuschsiefen, der zuvor einen Teich gefüllt hatte, rechts hinzu. auf rund 370 Metern durchfließt der Mirker Bach eine Bachlandschaft parallel zur Uellendahler Straße, bis er diese Am Raukamp unterquert. Hinter den Gewerbeansiedelungen auf der Uellendahler Straße fließt er oberirdisch am nördlichen Rand des Bergrückens von Stübchensberg bzw. Weinberg in südwestlicher Richtung. Auf der rund 2.100 Meter langen Strecke kommt verrohrt von rechter Seite der 250 Meter lange Zamenhofbach und der 818 Meter lange Bachlauf am Gebrannten dazu.

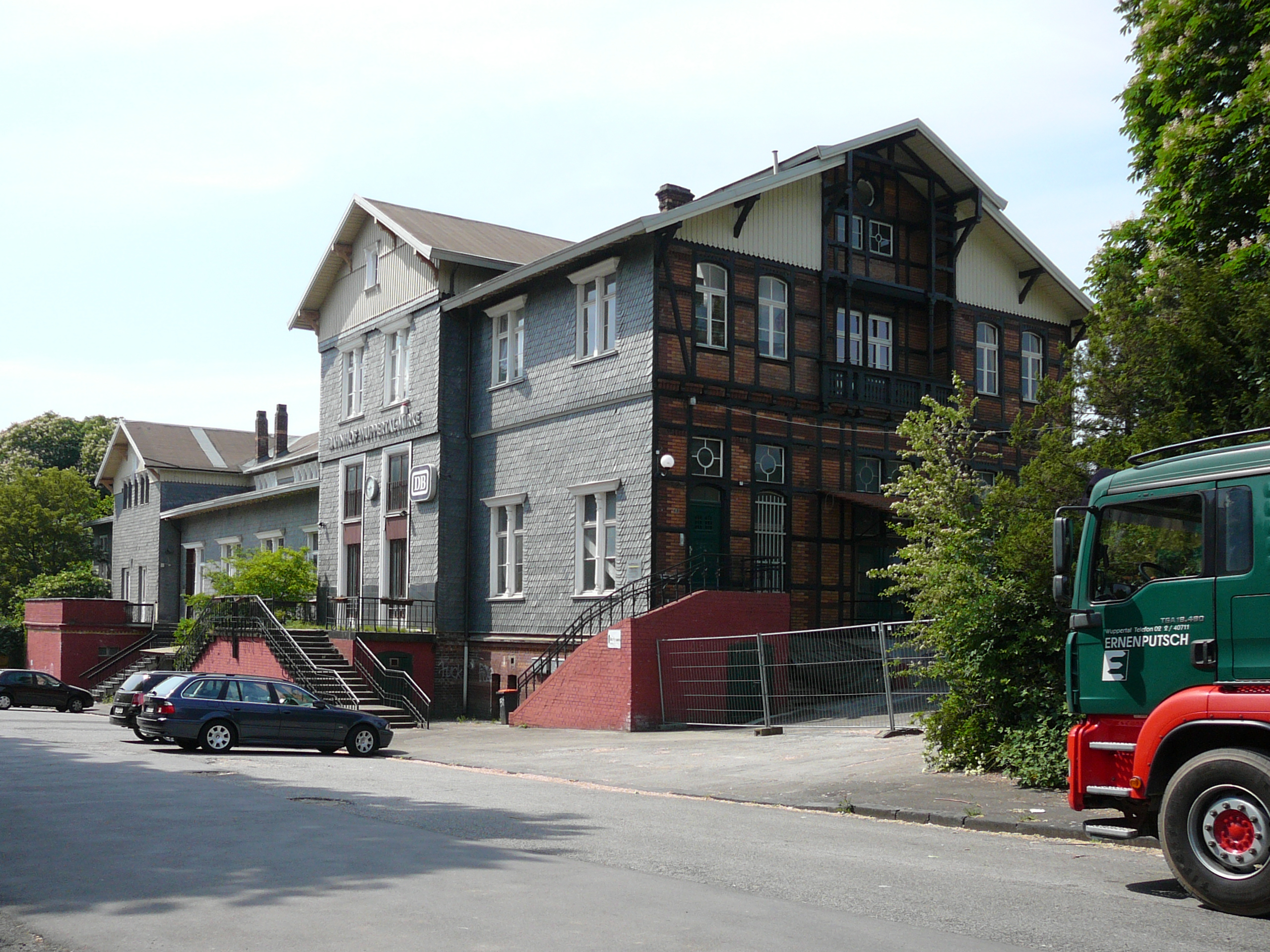
Der ehemalige Mirker Bahnhof

Am Ende des Bergrückens wendet sich der Mirker Bach nach Süden und läuft mit der Uellendahler Straße verrohrt weiter. Er bekommt noch von rechts Zulauf durch den 1251 Meter langen Vogelsangbach und ebenfalls von dem von rechts kommend der 1377 Meter langen Eschenbeek. Hinter einer Tankstelle fließt er noch mal für 90 Meter oberirdisch und unterquert dann die Bundesautobahn 46 (A 46). Obwohl die Autobahn dieses Tal mit einer Brücke überspannt, läuft der Mirker Bach verrohrt weiter und unterquert dann die stillgelegte „Wuppertaler Nordbahn“. Hier liegt auch in der Nähe der Bahnhof Wuppertal-Mirke, der früher ein zweiter Hauptbahnhof Elberfelds war.
Der Bach läuft nun bis zur Mündung unterirdisch weiter und folgt der Uellendahler Straße, die in die Straße Gathe übergeht. Beide Straßen liegen am westlichen Fuß des Engelnbergs. Bevor die Gathe in die Morianstraße übergeht, läuft die Verrohrung des Mirker Baches nach Südwesten am Neumarkt vorbei und läuft unterhalb der Fußgängerzone am Wall, wo er den Graben der mittelalterlichen Stadtbefestigung Burg Elberfeld speiste. Hier in der Nähe des Hauptsitzes der Sparkasse Wuppertal mündet der Mirker Bach in 154 Meter NN als rechter Nebenfluss in die Wupper.

## Umbau 2011
Im Januar 2011 wurde begonnen, die Mündung des Mirker Bachs an den Entlastungssammler Wupper anzuschließen.

## Etymologe und Geschichte
Der Name Mirker Bach ist eine Ableitung von Marker Bach, Markbach (= Grenzbach). Mit dem Namen wird die Eigenschaft als hochmittelalterliche Grenze der Freigrafschaft Volmarstein charakterisiert, die aus einer Grenzbeschreibung aus dem 16. Jahrhundert überliefert ist.
Der Mirker Bach war im 19. Jahrhundert neben der Wupper und dem Barmer Mühlengraben einer der stärksten verschmutzten Fließgewässer im Wuppertal. Zahlreiche gewerbliche und private Abwässer wurden in den Bach eingeleitet. Anlässlich einer der häufigen Choleraepidemien äußerte sich der Kreisphysikus Brisken über den Mirker Bach:

„[Der Mirker Bach diente] … als Aufnahmeort aller und jeder tierischen wie menschlichen Exkremente nicht allein, sondern auch Hunde, Katzen, alles Hausungeziefer fand eine willige Begräbnisstätte in demselben, überhaupt wurde alles in den offenen Schlund geworfen, was nur irgendwie überflüssig in dem Hausstande betrachtet werden konnte.“

1807 ordnete der Elberfelder Bürgermeister Abraham Frowein an:

„Indem so viele Klagen über das Schütten des Raumkotes in die Wupper, die Mirker Bach, so wie in die Gassen, Gartenwege und öffentlichen Plätze vorgebracht worden sind, auch ohnehin dieser polizeiwidrige Unfug durchaus nicht länger nachgesehen werden kann – als werden die desfalls schon längst erlassenen Verbote wiederholt, und jedem dergleichen Unfug bei Strafe [von] 3 Reichstaler, oder allenfalls Arreststrafe im Unvermögenheitsfalle, und daß der Schutt auf seine Kosten nebst dem fortgeschafft werden solle, verboten, und dem Polizeidiener aufgetragen, hierauf schärfest zu wachen.“

Im Laufe der Folgejahre wurde die Abfallentsorgung in dem Mirker Bach mit strikter Ahndung durch die städtische Polizei verfolgt. Davon ausgenommen waren aber die gewerbliche Einleitung von Abwässern.

## Naturschutz
Eine 26 Hektar große Fläche am Quellbereich, der auch als Hohenhager Bach bezeichnet wird, ist als Naturschutzgebiet mit dem Titel: „Hohenhager Bachtal und Umgebung“ ausgewiesen. Der Schutz erfolgte:
- Zur Erhaltung und Entwicklung der vorhandenen Biotopkomplexe als Refugial- und Regenerationsraum für an Feuchtstandorte gebundene Tier- und Pflanzenarten
- Zur Erhaltung eines naturnahen, lokal bedeutsamen Fließgewässers mit typischer Fließgewässerfauna
- Erhalt des Strukturreichtums des Bachtales mit Feucht- und Nassgrünland, Quellfluren und Feuchtbrachen, naturnahen Ufergehölzen aus Erlen, Eschen und Weiden sowie kleinen Waldbeständen mit Altholz
- Aus landeskundlichen Gründen und wegen der besonderen Eigenart der kulturhistorisch bedeutsamen Strukturen mit alten Hecken, Wegebeziehungen, und Spuren der historischen Nutzung (Meilerplätzen zur Herstellung von Holzkohle in den Wäldchen und Schlackenfunde)